# Tulia (Texas)
Tulia  è un comune degli Stati Uniti d'America, capoluogo della Contea di Swisher, nello Stato del Texas. Al censimento del 2000 possedeva una popolazione di 5.117 abitanti.